# カプグラ症候群
カプグラ症候群（カプグラしょうこうぐん、Capgras delusion、カプグラシンドローム）とは、家族・恋人・親友などが瓜二つの替え玉に入れ替わっているという妄想を抱いてしまう精神疾患の一種。ソジーの錯覚（ソジーのさっかく）とも呼ばれる。よく見知った人物が、見知らぬ他人に入れ替わっていると感じてしまう現象を言う。偽物だと思い込む対象は無生物の例もある。以前は稀な症状であると思われていたが、今ではそれほど珍しいものでないことが分かっている。1923年にフランスの精神科医ジョセフ・カプグラ（1887年-1950年）らによって報告された。
仏人女性は側頭葉に損傷を負っており、認識した人や物に本来なら起こるはずの感情が起こらなかったことで、替え玉だと納得したと考えられている。